# ناتانئیل مایر
ناتانئیل مایر (انگلیسی: Nathaniel Mayer؛ ۱۰ فوریهٔ ۱۹۴۴ – ۱ نوامبر ۲۰۰۸) یک خواننده اهل ایالات متحده آمریکا بود.